# Tuxentius carana
Tuxentius carana е вид пеперуда от семейство Синевки (Lycaenidae). Видът не е застрашен от изчезване.

## Разпространение и местообитание
Разпространен е в Ангола, Габон, Гана, Гвинея, Демократична република Конго, Камерун, Кот д'Ивоар, Либерия, Нигерия, Сиера Леоне, Того и Централноафриканска република.
Обитава гористи местности, савани, крайбрежия и плажове.